# Ringer-Weltmeisterschaften 1996
Die Ringer-Weltmeisterschaften 1996 fanden vom 29. bis zum 31. August 1996 in Sofia statt. Wegen der Olympischen Spiele im selben Jahr wurden nur Frauenwettbewerbe ausgetragen.

## Medaillengewinner
| Klasse | Gold                | Silber                      | Bronze           |
| ------ | ------------------- | --------------------------- | ---------------- |
| -44 kg | Xiue Zhong          | Almuth Leitgeb              | Shoko Yoshimura  |
| -47 kg | Tricia Saunders     | Angélique Berthenet-Hidalgo | Miho Adachi      |
| -50 kg | Olga Smirnowa       | Yoshiko Endo                | Ida Hellström    |
| -53 kg | Anna Gomis          | Jennifer Ryz                | Riyoko Sakae     |
| -57 kg | Sara Eriksson       | Jackie Berube               | Lene Aanes       |
| -61 kg | Mikiko Miyazaki     | Natalja Iwanowa             | Stéphanie Groß   |
| -65 kg | Yayoi Urano         | Doris Blind                 | Elmira Kurbanowa |
| -70 kg | Christine Nordhagen | Galina Iwanowa              | Lise Golliot     |
| -75 kg | Dong Feng Liu       | Kristie Marano              | Ling-Li Sha      |

## Medaillenspiegel
| Rang | Land                | Gold | Silber | Bronze |
| ---- | ------------------- | ---- | ------ | ------ |
| 1    | Japan               | 2    | 1      | 3      |
| 2    | Volksrepublik China | 2    | 0      | 0      |
| 3    | Frankreich          | 1    | 2      | 1      |
| 4    | Vereinigte Staaten  | 1    | 2      | 0      |
| 5    | Russland            | 1    | 1      | 1      |
| 6    | Kanada              | 1    | 1      | 0      |
| 7    | Schweden            | 1    | 0      | 1      |
| 8    | Bulgarien           | 0    | 1      | 0      |
|      | Österreich          | 0    | 1      | 0      |
| 10   | Deutschland         | 0    | 0      | 1      |
|      | Norwegen            | 0    | 0      | 1      |
|      | Taiwan              | 0    | 0      | 1      |